# Morti nel 989
| Questa pagina contiene informazioni ricavate automaticamente dalle voci biografiche con l'ausilio del template Bio e di un bot. L'aggiornamento è periodico e automatico e ricostruisce completamente la pagina. Se manca una persona in questa lista, sei pregato di non aggiungerla, ma accertati piuttosto che la sua voce biografica contenga il template Bio e che i dati anagrafici siano correttamente compilati. Se il template Bio manca, inseriscilo tu stesso o, in alternativa, metti l'avviso {{tmp\|Bio}} che ne segnala la mancanza. Se i dati riportati sono sbagliati, correggi direttamente la voce biografica; le modifiche saranno visibili in questa lista entro pochi giorni. Per chiarimenti vedi il progetto biografie. La lista contiene solo le 9 persone che sono citate nell'enciclopedia e per le quali è stato implementato correttamente il template Bio. Pagina aggiornata al 18 ago 2025. |

- 23 gennaio - Adalberone di Reims, arcivescovo e cardinale francese
- 13 aprile - Barda Foca il Giovane, generale bizantino (n. 940)
- 24 giugno - Arnaldo, vescovo italiano
- 5 ottobre - Enrico III di Baviera, nobile tedesco (n. 940)
- ʿAbd Allāh al-Kalbī, politico arabo
- Guido I d'Alvernia, nobile
- Gurgen I, sovrano armeno
- Smbat II, sovrano armeno
- Transamondo III di Spoleto, nobile italiano